# Zamarada onycha
Zamarada onycha là một loài bướm đêm trong họ Geometridae.